# Kujula Kadphises

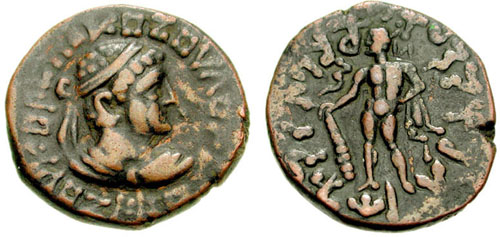
Tetradrachme in de stijl van de Indo-Scythische koning Hermaeus. Voorzijde: buste van Hermaeus met Grieks opschrift; achterzijde: staande Heracles met leeuwenvel en knuppel, met opschrift in Kharosthi van "Kujula kasasa Kushana Yavugasa dharmathidasa", d.w.z.: "Kujula koning der Kushana, standvastig in de wet (de dharma)".

Kujula Kadphises (1e eeuw n.Chr., regeerde mogelijk rond 30 - 80 n.Chr.) was de eerste koning en stichter van het Kushanarijk. Door de verovering van Bactrië en Gandhara regeerde hij over een gebied aan weerszijden van de Hindu Kush, met sterk uiteenlopende bevolkingsgroepen (Yuezhi, Indo-Ariërs, Indo-Grieken, Indo-Scythen, Indo-Parthen). Dankzij hun veroveringen verkregen de Kushana's controle over de belangrijkste handelsroutes door Eurazië, waarmee ze in korte tijd grote rijkdom vergaarden. Kujula's opvolgers breidden het rijk verder uit over het tegenwoordige Afghanistan en het noorden van India.
De Rabatak-inscriptie, de belangrijkste bron voor de opeenvolging van de Kushana-vorsten, bevestigt Kujula's rol als stichter van het Kushanarijk. Lastiger is het vaste jaartallen aan zijn regering te verbinden. Onder de Kushana's kwamen verschillende jaartellingen voor, waarvan niet zeker is hoe ze zich met de christelijke jaartelling verhouden. Daarnaast noemen inscripties uit de periode waarin Kujula leefde de koning niet bij naam maar bij zijn titels. Hij was "maharadja" (grote koning), "radjatiradja" (koning der koningen, een van oorsprong Perzische titel) en "devaputra" (zoon van god(en)). Er worden geen regeringsjaren genoemd, maar terugrekenend van de jaartallen van zijn opvolgers zou hij rond 30 tot 80 n.Chr. moeten hebben geregeerd. De enige bekende datum voor zijn opvolger Vima Takto komt volgens dezelfde rekening overeen met het jaar 95 n.Chr. Ongeveer 0 tot 50 n.Chr. of 40 tot 90 n.Chr. is ook mogelijk.
In de Chinese annalen van de latere Han-Dynastie wordt een zekere "K’iu-tsiu-k’io" genoemd. Dit is zeer waarschijnlijk de Chinese weergave van de naam Kujula Kadphises. Volgens de Chinese annalen was hij een leider van de Yuezhi, een nomadisch volk van de steppe dat "Daxia" (Bactrië) had onderworpen. K’iu-tsiu-k’io was de leider van de Kuei-shang (Kushana), één van de "vijf stammen". Hij onderwierp de andere stammen en werd daardoor de onomstreden heerser over Bactrië. Daarna leidde hij zijn troepen over de Hindu Kush waarna hij de Kabulvallei en Gandhara op de Sakai (Indo-Scythen) veroverde.
Er zijn munten gevonden die zowel een opschrift van Kujula Kadphises als de beeltenis van een zekere Hermaeus Soter hebben. Mogelijk gaat het om een voorganger als leider van de Kushana en/of zelfs zijn vader; maar het is ook mogelijk dat deze Hermaios Kujula Kadphises zelf is. Er komen ook munten van Hermaios voor die zijn overprint door de Indo-Parthische koning Gondophares (regeerde ongeveer 21 - 40 n.Chr.), en munten van Gondophares die zijn overprint door Kujula. Het is daarom mogelijk dat Gondophares Hermaois versloeg of onderworp, en Kujula's verovering van Gandhara daarna plaatsvond.
Kujula Kadphises zou 80 jaar oud zijn geworden en mogelijk een halve eeuw over zijn rijk hebben geregeerd. Hij werd opgevolgd door zijn zoon Vima Takto.